# Cladobotryum gamsii
Cladobotryum gamsii är en svampart som först beskrevs av D.J. Gray & Morgan-Jones, och fick sitt nu gällande namn av K. Põldmaa 2003. Cladobotryum gamsii ingår i släktet Cladobotryum och familjen Hypocreaceae.   Inga underarter finns listade i Catalogue of Life.